# Verto

Touwbaan in fabriek te Maassluis, 1919 (Nationaal Archief/Arbeidsinspectie)

De NV Vereenigde Touwfabrieken – kortweg Verto – was een conglomeraat van touw- en kabelfabrieken en productiebedrijven van andere verwante industriële verbruikersproducten als lopers, matten en tapijt met het hoofdkantoor te Rotterdam en productievestigingen verspreid over Nederland (voornamelijk Zuid-Holland) en het nabije buitenland. De onderneming heeft bestaan van 1919 tot 1993.

## Oprichting
Vijf fabrieken werden op 20 december 1919 op initiatief van A G Bosman verenigd tot de nv Vereenigde Touwfabrieken te Rotterdam. Het betrof:
- NV Nico Hoos Stoomspinnerij en Touwfabriek De Eendracht, Rotterdam (1941 geliquideerd) en Leiderdorp
- NV Vlaardingsche Stoomspinnerij en Touwfabriek v/h K.S. van der Brugge (1941 geliquideerd)
- Jan Hoos Touwslagerij, Rotterdam
- Zeilmaker & Co., Amsterdam
- NV J.M. van der Lelij, Maassluis

De drie nv's gingen in liquidatie, zij het dat de afwikkeling bij Van der Lelij een negatief debiet opleverde, wat in 1922 leidde tot een aandelenteruggave. Er voegde zich nog J. de Gruijter & Zonen, Lekkerkerk (1924 nv Touw- en staaldraadfabriek Holland) bij. In 1926 en 1936 vond een herkapitalisatie plaats. In de jaren dertig was er een gedeeltelijke heroriëntatie op kunstvezels en staalkabel waarnaast in 1932 ook de tapijtfabricage ter hand werd genomen. Tijdens de Duitse bezetting werden diverse bedrijfsonderdelen geliquideerd.

## Na 1945
De onderneming profiteerde van de naoorlogse industriële wederopbouw. Daarbij ging de NV over tot verdere productverbreding. Zo vond uitbouw van de tapijtproductie (onder de handelsmerken Jabo en Verto) plaats en nam Verto in 1953 alle aandelen over van cocosfabriek NV Nobelco te Steenwijk (een in 1951 opgerichte voortzetting van het plaatselijk filiaal van de firma Klaas Putte uit Genemuiden). Daarnaast ging Verto verder in de metaal: In 1948 kwam het tot de oprichting van de dochteronderneming Nederlandse Koperen Buizenfabriek, afgekort Nekobu, die in 1950 te Leiderdorp in bedrijf kwam. Ook was er in Emmerich een vestiging onder de naam Vereinigte Taufabriken. In 1953 telde Verto een 1800 werknemers.

## Problemen

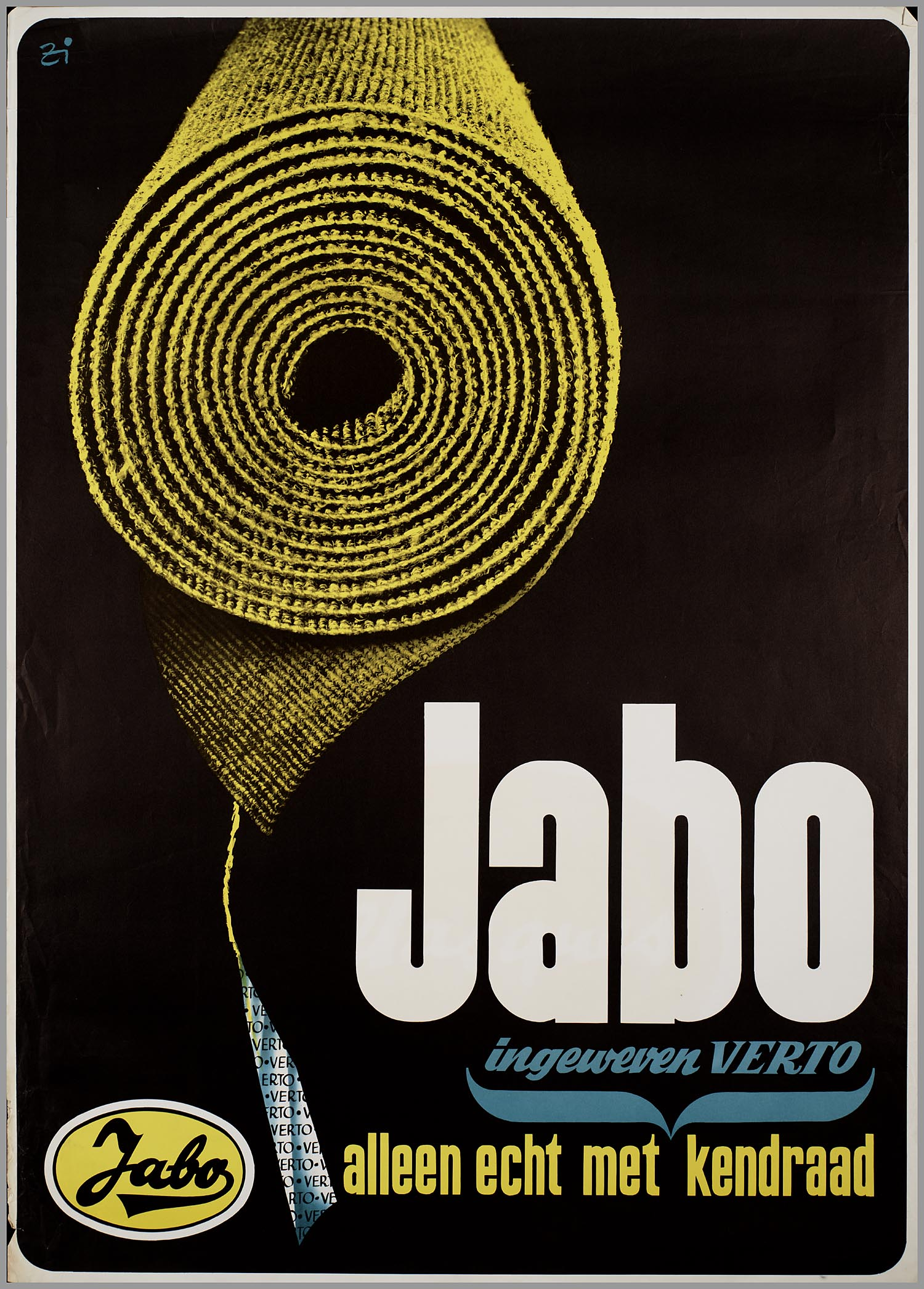
Reclameaffiche voor Jabo tapijt, circa 1966 (Reclamearsenaal)

Vanaf het midden van de jaren zestig trad er een kentering op, de markt voor de veelal tropische grondstoffen veranderde. Mede onder invloed van de dekolonisatie richtte Verto samen met het Duitse Baumhüeter in 1965 een sisalspinnerij te Dar es Salaam op. In 1966 deed men Nekobu over aan Lips. In dat jaar vond een fusie plaats met het kleinere Nettenfabriek. De omschakeling van ruwere cocos- en jute producten naar naaldvilttapijt (Vertofloor) verliep stroef. In 1969 werd Verto houdstermaatschappij en de diverse (productie)afdelingen in aparte NV's ondergebracht. Begin jaren zeventig was de vervaardiging van staalkabels, netten en touw goed voor 51% van de omzet, oogstgarens voor 18% en vloerbedekking voor 31%. In de jaren zeventig ging veel van de textiele activiteiten op de schop: in 1975 stopzetting van de tapijtfabricage die overging naar Van Heugten en van de nettenfabriek in Urk (30 werknemers), in 1977 van het sisalbedrijf te Oude Pekela waar paktouw werd geproduceerd (30 werknemers) en van het sisalbedrijf te Wasquehal (140 werknemers). In 1978 volgden de oogstgarenafdeling en de nettenfabriek De Volharding te Oude Pekela. De werkgelegenheid liep achteruit, van tegen 2500 werknemers in 1973 naar rond de 1000 (waarvan de helft in het buitenland) rond 1980 tot 900 in 1984. In 1984 kwam het tot een volgende fusie (weer met een kleinere partner), met Den Haan Staalkabelfabriek in Gorinchem. In 1988 volgde de overname van de special cable division van de De Regt Holding, maar dat bleek geen succes. In 1993 kwam het uiteindelijk tot een faillissement, een deel van de inboedel ging naar Royal Lankhorst Euronete Group.